# 広瀬惟然
広瀬 惟然（ひろせ いぜん / ひろせ いねん、慶安元年（1648年）? - 宝永8年2月9日（1711年3月27日））は江戸時代の俳人である。

## 生涯
美濃国関（現・岐阜県関市）に酒造業の三男として生まれた。通称は源之丞。別号は、素牛、鳥落人、風羅堂、風羅坊、湖南人、梅花仏など。14歳の時、名古屋の商家、藤本屋に養子に入るが、貞享3年（1686年）39歳の時、妻子を捨てて関に戻り出家した。貞享5年（1688年）6月、松尾芭蕉が『笈の小文』の旅を終え、岐阜に逗留した折に芭蕉と出会い門下となった。翌年にも『奥の細道』の旅を終えた芭蕉を大垣に訪ね、その後関西に滞在した芭蕉に近侍した。元禄7年（1694年）、素牛の号で『藤の実』を刊行する。芭蕉没後は「奥の細道」の逆順路の旅などもした。元禄15年（1702年）ころから芭蕉の発句を和賛に仕立てた「風羅念仏」を唱えて芭蕉を追善行脚した。晩年は美濃に戻り、弁慶庵に住んだ。

## 惟然の口語調俳句
惟然の俳句には擬音まじりや、口語調の俳句があることが特徴である。以下に例を示す。
- 水鳥やむかふの岸へつういつうい
- 水さつと鳥よふはふはふうはふは
- きりぎりすさあとらまへたはあとんた

## 撰集
- 素牛 編『藤の実』井筒屋庄兵衛板、1694（元禄7年）。[4]
- 惟然 編『二葉集（じえふしふ、じようしゅう） 天巻』井筒屋庄兵衛板、1702（元禄15年）。[5]
- 惟然 編『二葉集（じえふしふ、じようしゅう） 地巻』井筒屋庄兵衛板、1703（元禄16年）。[6]

## 顕彰
関市には、弁慶庵-惟然記念館があり、惟然の偉業を偲ぶための作品や俳諧関係の文献が展示されている。
関市西日吉町50番地1。関善光寺の隣り。
アクセスは、

・岐阜バス新関バス停・徒歩10分

・長良川鉄道・関駅下車・徒歩5分